# Мастны, Войтех
Во́йтех Ма́стны (18 марта 1874, Прага — Нове-Место — 25 января 1954, Прага) — чехословацкий дипломат и чешский юрист. В 1938 году он участвовал в составе английской делегации в качестве чехословацкого наблюдателя на Мюнхенском сговоре, однако к переговорам допущен не был.

## Биография
Он происходил из относительно богатой пражской промышленной семьи, которая в XIX веке построила текстильную фабрику в Ломницах-над-Попелкой. Его отец участвовал в создании и управлении первым чешским коммерческим банком – Живностенским банком с 1868 года, он много лет был его казначеем, а на памятной доске в вестибюле банка он указан как директор Живнобанка в 1900 году. У него было четыре сына от брака с Паулой Штайнер-Шмидтовой из Каменице-над-Липоу, из которых Войтех был старшим из трех выживших. Однако жизненный путь Войтеха нельзя назвать предпринимательским.
В 1892-1898 годах он изучал философию и право в Университете Карла-Фердинанда в Праге, из которых только изучение права привело его к докторской степени в 1898 году. С 23 июня 1898 года по 7 июля 1899 года он получил разрешение на выезд за границу и углубил свои знания, посетив известные французские школы. 27 июня 1899 года женился на Зденке Кодловой из Богушовиц-над-Огржи в Праге, и они вместе путешествовали по Европе в 1900 году. После судебного и банковского опыта он поступил на службу в Земельный комитет Королевства Чехия.
После создания Первой Чехословацкой республики он поставил все свои способности на службу чехословацкой дипломатии и служил ей до ее падения. Во время Второй мировой войны работал в наблюдательном совете Живнобанка. После Второй мировой войны он был ненадолго заключен в тюрьму, но с него сняли обвинения. После коммунистического переворота он был экономически опустошен и умер в середине 1950-х годов. Похоронен в фамильной гробнице с рельефом Франтишека Роузе на Ольшанском кладбище.

## Дипломатическая служба
После создания Чехословакии он помог создать чешский дипломатический корпус, организовав дипломатические и консульские курсы. В течение двух лет он читал лекции по международному и дипломатическому праву в Карловом университете.
Был членом комиссии Министерства иностранных дел и комиссии экспертов по толкованию мирных договоров, заместителем председателя Ассоциации международного права и председателем ее чехословацкой секции. С 1924 года постоянный член комиссии по кодификации международного права при Лиге Наций, участвовал в международных конгрессах.

### Посты посла
Благодаря своему образованию, материальному положению и дипломатической эрудиции его можно считать, после Яна Масарика и Эдварда Бенеша, одним из самых важных дипломатов эпохи Первой Чехословацкой республики. Как принципиальный консерватор, он не состоял в политических партиях, считал необходимым служить Родине и выполнять поставленные правительством задачи вне зависимости от внутриполитических трений. Он последовательно работал послом в ключевых европейских странах:
Посол в Лондоне (1920—1925)  
Посол в Риме (1925—1932) 
Посол в Берлине (1932—1939). 
В 1926 году он наградил итальянского лидера Муссолини орденом Белого Льва 1-й степени. 

### Мюнхенское соглашение
Самое значительное дипломатическое событие настигло его во время мюнхенского кризиса. Чехословацких представителей (помимо Мастного, еще и главу кабинета министров иностранных дел Губерта Масаржика) не допустили непосредственно на встречу, но они провели время в соседней гостинице. Здесь полученное решение было передано ему для информирования пражского правительства со словами: «Если вы не примете, вам придется самому устраивать свои дела с Германией...» Он напрасно возражал: «Но какой выбор - между убийством и самоубийством!». Мюнхенское соглашение означало крах Первой республики, разорение всех ресурсов и усилий, которые Мастны отдавал Чехословацкому государству. После отправки депеши он несколько дней вообще не разговаривает, даже в семье. Он уходит в дипломатическую отставку.

## Во время оккупации
Учитывая свой возраст, он решил остаться на родине. Он один из тех, кто убедил Гаха принять пост президента, потому что этот пост могли занять люди, сознательно сотрудничавшие с ним. Во время Второй мировой войны он заседал в наблюдательном совете Живнобанка и старался следить за тем, чтобы средства этого тогда самого важного чешского банка по-прежнему инвестировались в основном в чешские предприятия, а не в немецкие военные цели, что было бы риском для Чехии, вкладчиков, а также являлось бы поддержкой войны. Благодаря ему Живнобанк прошел войну невредимым. В то же время он осознавал неотложность любой функции при немцах - вознаграждение, выплаченное за выполнение деятельности, он откладывал в сберегательную книжку, которую вел в пользу родной деревни, Верхнее Сливно. Он отклонил выгодное предложение нацистов купить разрушенную виллу в Бубенче у владельцев-евреев, с которыми он только перед войной заключил договор аренды. Еще находясь в Германии, он был лично знаком с фон Нейратом и выступал перед ним от имени различных чешских граждан, преследуемых нацистами. Он присутствовал на открытии собрания Антибольшевистской лиги, так как был антикоммунистом, но как только он признал, что это была в основном немецкая агитационная организация, он ушел и больше не принимал участия в ее деятельности.